# Запретительный приказ

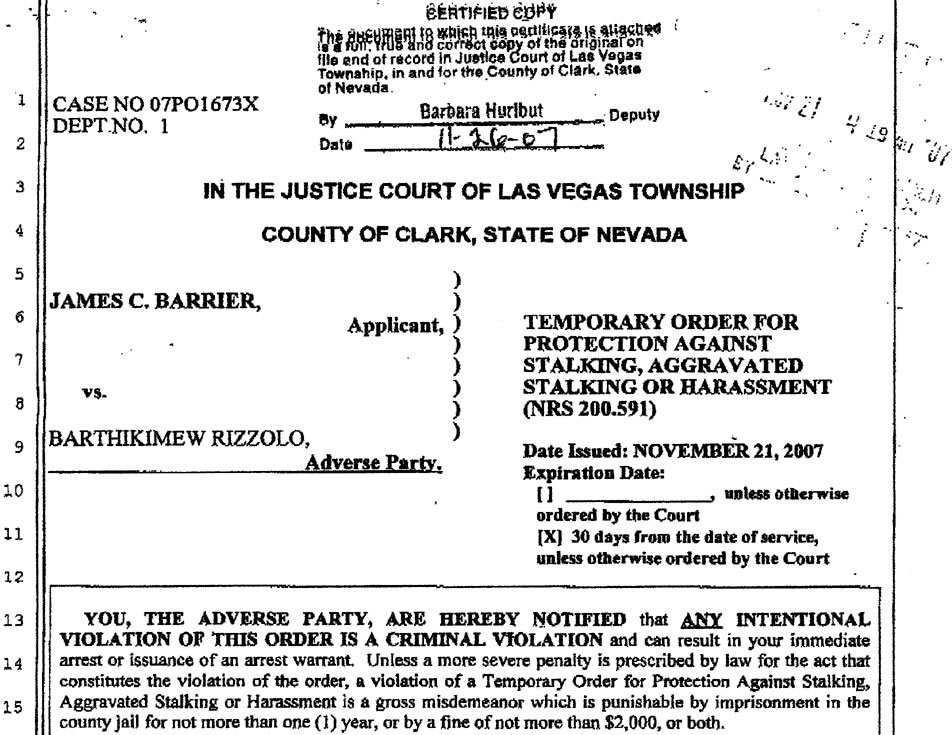
Запретительный приказ, выданный судом Лас-Вегаса

Запрети́тельный суде́бный прика́з (англ. Restraining order) — вид судебного приказа в англосаксонском праве, в особенности — в США (в праве Великобритании он известен как англ. non-molestation order — дословно — «приказ о недосаждении»), которым суд предписывает тому или иному лицу совершать определённые действия в отношении другого лица либо, напротив, воздерживаться от совершения таких действий. Лицо, нарушившее предписание приказа, может быть привлечено к гражданско-правовой или уголовной ответственности. Чаще всего используется как средство защиты жертв домашнего насилия, сексуального преследования, вторжения в личную жизнь.

## Содержание приказа
Содержание запретительного приказа обычно заключается в обязании лица, кому адресован приказ (преследователя), держаться на расстоянии от определённого человека (жертвы), его жилища, места его работы или учёбы, запрете на физический контакт с жертвой (условие stay away). Возможен также запрет любых контактов с жертвой, включая телефонные звонки, переписку посредством обычной и электронной почты, отправку факсов, посылку цветов и подарков и т. п. (условие no contact). Приказ также может обязать преследователя не причинять вред или не высказывать угроз жертве (условие cease abuse).
В некоторых случаях суд, выдавая приказ, может обязать преследователя оказывать материальную помощь жертве или участвовать в расходах на ипотеку в отношении совместного с жертвой имущества (условие support), единолично оплачивать использование находящегося в совместном владении с жертвой жилища или автомобиля (условие exclusive use), а также возмещать вред, причинённый им здоровью или имуществу жертвы (условие restitution). Также суд вправе обязать преследователя сдать на хранение принадлежащие ему огнестрельное оружие и боеприпасы (условие relinquish firearms), посещать занятия по психологической коррекции, регулярно сдавать тесты на приём наркотиков, начать лечение от алкогольной или наркотической зависимости.
Также суды могут возлагать на преследователя определённые обязательства, связанные с детьми. В частности, суд может предписать преследователю избегать контактов с детскими врачами, нянечками, педагогами. Бывает, что суды временно ограничивают преследователя в родительских правах. Также могут быть отданы распоряжения о проверке условий жизни ребёнка или о взыскании средств на содержание детей. Жертва может просить суд об издании приказа о контролируемом посещении ребёнка или об определении безопасных способов передачи ребёнка (условие custody, visitation and child support).

## Виды запретительных приказов по праву США
- Ex Parte Order (EPO) или Temporary restraining order (TRO): временный приказ, который судья вправе вынести сразу при обращении к нему жертвы с соответствующим заявлением. Выдаётся без проведения судебных слушаний и учёта мнения ответчика на срок до начала судебного заседания, который составляет обычно около двух недель.
- Order for Protection (OFP): приказ постоянного действия, выдаётся на срок до одного года по результатам судебных слушаний. Обычно применяется в отношениях с лицами, связанными кровным родством, имеющими общих детей, супругами или бывшими супругами, сожителями или просто состоящими в романтической или сексуальной связи.
- Harassment Restraining Order (HRO): приказ постоянного действия, выдаётся на срок до двух лет, причём проведение судебных слушаний не требуется, если их проведения не потребует сам ответчик или не сочтёт необходимым судья. Применяется в случаях, не охватываемых OFP, а именно для защиты жертв, не состоящих в родстве или сексуальной связи с преследователем (сослуживцы, друзья, гости, знакомые и т. п.).